# Jonathan Andreson
Jonathan Gregory Andreson (ur. 5 września 1984) – amerykański zapaśnik w stylu klasycznym. Złoty medal igrzysk panamerykańskich w 2015 i mistrzostw panamerykańskich w 2014. Wicemistrz mistrzostw świata wojskowych w 2014. Zawodnik West Point.